# Wera Wladimirowna Tuljakowa
Wera Wladimirowna Tuljakowa (russisch Вера Владимировна Тулякова; * 19. Mai 1932; † 19. März 2001 in Moskau) war eine sowjetische bzw. russische Kunstwissenschaftlerin, Journalistin und Hochschullehrerin.

## Leben
In Moskau begann Tuljakowa 1950 das Studium am Allrussischen Staatlichen Institut für Kinematographie (WGIK) in der Drehbuch-Fakultät, das sie 1955 abschloss.
Darauf war Tuljakowa Redakteurin im Animationsfilmstudio Sojusmultfilm und heiratete 1959 den aus der Türkei nach Moskau geflohenen türkischen Dichter Nâzım Hikmet (1902–1963). Sie war dann von 1960 bis 1964 Korrespondentin der Nachrichten- und Presseagentur Nowosti. Zusammen mit ihrem Mann schrieb sie zwei Theaterstücke. Von 1964 bis 1966 war sie Redakteurin des Filmverlags Iskusstwo (Kunst).
Am WGIK wurde Tuljakowa 1966 Aspirantin und lehrte dann dort mit Ernennung zur Dozentin (bis 1999). Sie verteidigte 1971 ihre Dissertation über den Dialog als Mittel der Umsetzung des Konzepts des Autors in einem Drehbuch fürs Fernsehen und im Film mit Erfolg für die Promotion zur Kandidatin der Kunstwissenschaft. Sie führte Drehbuch-Werkstätten zusammen mit Nikolai Figurowski, Jewgeni Grigorjew und Odelscha Agischew. Zu ihren Schülern gehörten Alexander Borodjanski, Alexei Samorjadow, Pjotr Luzik, Andrei Dmitrijew, Ilja Rubinstein, Alexander Gonorowski u. a. Sie hielt eine Vorlesung über Grundlagen der Fernseh-Dramaturgie.
Nach Tuljakowas Drehbüchern wurden Fernseh-Dokumentarfilme und spezielle Sendungen produziert. Sie gründete 1998 eine der ersten privaten Filmschulen im Lande. An ihrer unabhängigen Schule für Film und Fernsehen lehrten Alexander Borodjanski, Wladimir Chotinenko, Wladimir Fentschenko, Alexander Gurewitsch, Matwei Ganapolski, Sergei Schenowatsch u. a. Sie leitete die Schule bis zu ihrem Tode.
Tuljakowas Erinnerungen an Nâzım Hikmet erschienen 2009 als Buch und wurden in der Türkei dreimal aufgelegt.
Tuljakowa starb am 19. März 2001 in Moskau und wurde auf dem Nowodewitschi-Friedhof neben ihrem Mann Nâzım Hikmet begraben.